# M47
M47 (NGC7099) е разсеян звезден куп, разположен по посока на съзвездието Кърма. Открит е от Джовани Батиста Ходейра през 1654, и след това, независимо от него, преоткрит от Шарл Месие през 1771.
Намира се на разстояние от около 1600 св.г. от Земята. Възрастта му се оценява на 78 млн. години. Съдържа около 50 звезди, най-ярката от които е с видима звездна величина +5.7. Разпростира се на 30' на небесната сфера.